# Роджерс, Шелби
Шелби Роджерс (англ. Shelby Rogers; родилась 13 октября 1992 года в Маунт-Плезанте, США) — американская теннисистка; четвертьфиналистка одного турнира Большого шлема в одиночном разряде (Открытый чемпионат Франции-2016); победительница Кубка Федерации (2017) в составе национальной сборной США.

## Общая информация
Шелби пришла в теннис в семь лет при содействии своей старшей сестры Сабры. С семи лет она постоянно тренировалась в чарльстонском теннисном клубе, а в начале 2010-х годов, перейдя во взрослый тур, была отправлена USTA в тренировочный центр в Бока-Ратон.

## Спортивная карьера
Карьеру профессиональной теннисистки Роджерс начала в 2009 году. В августе 2010 года она получила специальное приглашение на Открытый чемпионат США и, таким образом, дебютировала на турнирах серии Большого шлема и WTA-туре. В первом раунде Шелби проиграла китаянке Пэн Шуай. В июле 2012 года американка выиграла первые в карьере титулы в одиночном и парном разрядах на турнирах цикла ITF. В мае 2013 года она сыграла на Открытом чемпионате Франции, где смогла преодолеть стартовый раунд и добралась до второго. За сезон 2013 года Роджерс смогла выиграть два 50-тысячника и один 75-иысячник ITF.
Сюрпризом для многих стало выступление Роджерс на грунтовом турнире в Бадгастайне. На него американка отобралась через квалификацию и по ходу турнира смогла обыграть серьезных соперниц: Кристину Плишкову, Карлу Суарес Наварро, Камилу Джорджи и Сару Эррани. В итоге роджерс смогла выйти в свой первый финал основных соревнований ассоциации. В решающей встрече она сыграла против Андреи Петкович и уступила со счётом 3-6, 3-6. В августе на турнире серии серии Премьер в Монреале Роджерс во втором раунде победила теннисистку из Топ-10 Эжени Бушар, но далее проиграла Каролине Возняцки. После этого турнира она впервые вошла в первую сотню мирового рейтинга. На Открытом чемпионате США Шелби вышла во второй раун, а после него смогла пройти в полуфинал турнира в Квебеке. Сезон 2014 года она завершила на 72-м месте в рейтинге.
На дебютном в основе Открытом чемпионате Австралии 2015 года Роджерс проиграла в стартовом раунде. В начале сезона она выдала неприятную серию из семи поражений подряд. На первом в карьере Уимблдонском турнире американка проигрывает в начале соревнований № 14 Андрее Петкович. Летом она вылетает из первой сотни и на Открытый чемпионат США ей пришлось отбираться через квалификацию. Успешно справившись с этой задачей, Роджерс смогла выйти в третий раунд, где не смогла обыграть вторую ракетку мира на тот момент Симону Халеп.
В феврале 2016 года Роджерс вышла в свой второй финал WTA в одиночках, сыграв его на турнире в Рио-де-Жанейро. В борьбе за главный приз американка проиграла Франческе Скьявоне — 6-2, 2-6, 2-6. В мае на Открытом чемпионате Франции она неожиданно вышла в четвертьфинал. По ходу турнира Шелби обыграла Каролину Плишкову, Елену Веснину, Петру Квитову и Ирину-Камелию Бегу. Пройти дальше ей не позволила испанская теннисистка Гарбинье Мугуруса, которая стала чемпионкой турнира. Этот результат позволил Роджерс в рейтинге подняться со 108-й на 59-ю строчку. Уимблдон для Роджерс завершился в первом раунде, а Открытый чемпионат США во втором. По итогам сезона 2016 года Шелби заняла 60-е место в рейтинге.
В январе 2017 года Роджерс вышла в 1/4 финала турнира в Хобарте, а на Австралийском чемпионате во второй раунд. В феврале она впервые выступила за сборную США в Кубке Федерации, сыграв пять геймов парной встречи и выиграв на отказе соперниц из Германии от продолжения встречи.
В феврале 2023 года на турнире WTA 500 в Абу-Даби (ОАЭ), победив в квалификации, Шелби сумела дойти до четвертьфинала, где уступила Белинде Бенчич 6-7 2-6.

## Итоговое место в рейтинге WTA по годам
| Год  | Одиночный рейтинг | Парный рейтинг |
| 2021 | 40                | 73             |
| 2020 | 58                | 156            |
| 2019 | 174               | 331            |
| 2018 | 780               |                |
| 2017 | 59                | 246            |
| 2016 | 60                | 120            |
| 2015 | 146               | 158            |
| 2014 | 72                | 460            |
| 2013 | 123               | 285            |
| 2012 | 217               | 287            |
| 2011 | 434               | 620            |
| 2010 | 341               | 938            |

## Выступления на турнирах

### Финалы турнировWTAв одиночном разряде (3)

#### Поражения (3)
| Легенда:                                   |
| ------------------------------------------ |
| Турниры Большого шлема (0)                 |
| Олимпиада (0)                              |
| Итоговый турнир WTA (0)                    |
| Premier Mandatory / WTA 1000 Mandatory (0) |
| Premier 5 / WTA 1000 (0)                   |
| Premier / WTA 500 (0)                      |
| International / WTA 250 (0)                |

| Титулы по покрытиям | Титулы по месту проведения матчей турнира |
| ------------------- | ----------------------------------------- |
| Хард (0)            | Зал (0)                                   |
| Грунт (0)           | Зал (0)                                   |
| Трава (0)           | Открытый воздух (0)                       |
| Ковёр (0)           | Открытый воздух (0)                       |

| №  | Дата            | Турнир                   | Покрытие | Соперница в финале | Счёт           |
| 1. | 13 июля 2014    | Бадгастайн, Австрия      | Грунт    | Андреа Петкович    | 3-6 3-6        |
| 2. | 21 февраля 2016 | Рио-де-Жанейро, Бразилия | Грунт    | Франческа Скьявоне | 6-2 2-6 2-6    |
| 3. | 7 августа 2022  | Сан-Хосе, США            | Хард     | Дарья Касаткина    | 7-6(2) 1-6 2-6 |

### Финалы турнировITFв одиночном разряде (10)

#### Победы (6)
| Легенда:                    |
| --------------------------- |
| WTA 125 (0*)                |
| 100.000 USD (1)             |
| 80.000 (75.000**) USD (1)   |
| 60.000 (50.000**) USD (4+2) |
| 25.000 USD (0)              |
| 15.000 (10.000**) USD (0)   |

** призовой фонд до 2017 года
| Титулы по покрытиям | Титулы по месту проведения матчей турнира |
| ------------------- | ----------------------------------------- |
| Хард (5+1*)         | Зал (1)                                   |
| Грунт (1)           | Зал (1)                                   |
| Трава (0+1)         | Открытый воздух (5+2)                     |
| Ковёр (0)           | Открытый воздух (5+2)                     |

* количество побед в одиночном разряде + количество побед в парном разряде.
| №  | Дата             | Турнир           | Покрытие | Соперница в финале | Счёт           |
| 1. | 15 июля 2012     | Якима, США       | Хард     | Саманта Кроуфорд   | 6-4 6-7(3) 6-3 |
| 2. | 28 апреля 2013   | Шарлотсвилл, США | Грунт    | Элли Кик           | 6-3 7-5        |
| 3. | 28 июля 2013     | Лексингтон, США  | Хард     | Жюли Куэн          | 6-4 7-6(3)     |
| 4. | 22 сентября 2013 | Альбукерке, США  | Хард     | Анна Татишвили     | 6-2 6-3        |
| 5. | 29 сентября 2019 | Темплтон, США    | Хард     | Коко Вандевеге     | 4-6 6-2 6-3    |
| 6. | 9 февраля 2020   | Мидленд, США     | Хард(i)  | Ангелина Калинина  | Без игры       |

#### Поражения (4)
| №  | Дата             | Турнир                 | Покрытие | Соперница в финале | Счёт           |
| 1. | 9 мая 2010       | Индиан-Харбор-Бич, США | Грунт    | Эдина Галловиц     | 6-2 3-6 4-6    |
| 2. | 30 сентября 2012 | Лас-Вегас, США         | Хард     | Лорен Дэвис        | 7-6(5) 2-6 2-6 |
| 3. | 4 октября 2015   | Лас-Вегас, США         | Хард     | Михаэлла Крайчек   | 3-6 1-6        |
| 4. | 27 октября 2019  | Мейкон, США            | Хард     | Катерина Стюарт    | 7-6(2) 3-6 2-6 |

### Финалы турнировWTAв парном разряде (1)

#### Поражения (1)
| №  | Дата           | Турнир           | Покрытие | Партнёрша      | Соперницы в финале                           | Счёт           |
| 1. | 19 апреля 2015 | Богота, Колумбия | Грунт    | Ирина Фалькони | Паула Кристина Гонсалвес Беатрис Хаддад Майя | 3-6 6-3 [6-10] |

### Финалы турнировITFв парном разряде (7)

#### Победы (2)
| №  | Дата        | Турнир                  | Покрытие | Партнёрша        | Соперницы в финале       | Счёт            |
| 1. | 8 июля 2012 | Денвер, США             | Хард     | Мари-Эв Пеллетье | Лорен Эмбри Николь Гиббс | 6-3 3-6 [12-10] |
| 2. | 4 июня 2015 | Истборн, Великобритания | Трава    | Коко Вандевеге   | Джоселин Рэй Анна Смит   | 7-5 7-6(1)      |

#### Поражения (5)
| №  | Дата           | Турнир             | Покрытие | Партнёрша         | Соперницы в финале               | Счёт           |
| 1. | 14 июня 2010   | Маунт-Плезант, США | Грунт    | Петра Рампре      | Кейтлин Кристиан Кейтлин Хуриски | 4-6 2-6        |
| 2. | 28 апреля 2013 | Шарлотсвилл, США   | Грунт    | Николь Гиббс      | Никола Слейтер Коко Вандевеге    | 3-6 6-7(4)     |
| 3. | 20 апреля 2014 | Дотан, США         | Грунт    | Оливия Роговска   | Анетт Контавейт Илона Кремень    | 1-6 7-5 [5-10] |
| 4. | 7 февраля 2016 | Мидленд, США       | Хард(i)  | Наоми Броуди      | Кэтрин Беллис Ингрид Нил         | 2-6 4-6        |
| 5. | 30 апреля 2016 | Шарлотсвилл, США   | Грунт    | Александра Панова | Эйжа Мухаммад Тейлор Таунсенд    | 6-7(4) 0-6     |

### Финалы командных турниров (1)

#### Победы (1)
| №  | Год  | Турнир          | Команда                               | Соперник в финале                | Счёт |
| 1. | 2017 | Кубок Федерации | США К.Вандевеге, Ш.Роджерс, С.Стивенс | Беларусь А.Саснович, А.Соболенко | 3-2  |